# Le Dernier Nabab
Pour les articles homonymes, voir Le Dernier Nabab (homonymie).
Le Dernier Nabab (titre original The Love of The Last Tycoon: A Western ou The Last Tycoon) est un roman inachevé de F. Scott Fitzgerald, publié après sa mort en 1941.

## Résumé
L'intrigue se concentre principalement sur le producteur de cinéma Monroe Stahr dans l'univers des studios hollywoodiens. L'histoire commence en 1935. Le caractère du personnage de Stahr s'inspire du célèbre producteur Irving Thalberg. Les notes de Fitzgerald ont été collectées et éditées après sa mort par le critique littéraire Edmund Wilson, un proche de l'écrivain.

## Personnages principaux
- Monroe Stahr : producteur hollywoodien et personnage du titre.
- Cecilia Brady : parfois narratrice, elle est amoureuse de Stahr sans que ce soit réciproque.
- Pat Brady : père de Cecilia, associé important et rival de Stahr.
- Kathleen Moore : femme dont Stahr s'éprend, elle ressemble beaucoup à Minna Davis, sa défunte épouse.
- Whylie Whyte : concierge aux studios, il est également un ami de Cecilia dont il est follement amoureux.
- Robinson : monteur, mari de Kathleen et rival de Stahr.

## Adaptation
- 1976 : Le Dernier Nabab, film américain réalisé par Elia Kazan, avec Robert De Niro dans le rôle principal.
- 2017 : The Last Tycoon, série américaine réalisé par Billy Ray, produite par Amazon.

## Éditions françaises
- Le Dernier Nabab, traduit par André Michel, Paris, Gallimard, Du monde entier, 1952
- Le Dernier Nabab, traduit par Suzanne Mayoux, Paris, Gallimard, Du monde entier, 1976 ; réédition, Paris, Gallimard, collection Folio no 2002, 1988  (ISBN 2-07-038091-2)
- Le Dernier Nabab, nouvelle traduction sous la direction de Philippe Jaworski, dans Romans, nouvelles et récits, Paris, Gallimard, Bibliothèque de la Pléiade no 582, 2012  (ISBN 978-2-07-013746-6)